# Tình yêu bất tận
Tình yêu bất tận (tựa gốc: Endless Love) là một phim chính kịch lãng mạn của Mỹ năm 2014 do Shana Feste đạo diễn kiêm đồng viết kịch bản với Joshua Safran. Là bản chuyển thể điện ảnh thứ hai từ tiểu thuyết của Scott Spencer, phim có sự tham gia của Alex Pettyfer, Gabriella Wilde, Bruce Greenwood, Joely Richardson và Robert Patrick.